# اورتینگ (واشینگتن)
اورتینگ (به انگلیسی: Orting) شهری در شهرستان پیرسی ایالت واشنگتن است که در سرشماری سال ۲۰۱۰ میلادی، ۶۷۴۶ نفر جمعیت داشته است.